# Comeblack
Comeblack — альбом-сборник немецкой хард-рок-группы Scorpions, вышедший в 2011 году.

## Об альбоме
Comeblack состоит из перезаписанных хитов группы и кавер-версий песен, которые были популярны в 1960—1970 годах. Он был анонсирован 3 октября 2011 года, и дата выпуска была назначена на 4 ноября 2011 года. Альбом издается Sony Music Entertainment и доступен на CD и виниловых дисках. Диск поднялся до 90-го места в американском хит-параде Billboard 200.

## Список композиций
| №   | Название                                       | Оригинальный исполнитель | Длительность |
| --- | ---------------------------------------------- | ------------------------ | ------------ |
| 1.  | «Rhythm of Love»                               | Scorpions                | 3:39         |
| 2.  | «No One Like You»                              | Scorpions                | 4:06         |
| 3.  | «The Zoo»                                      | Scorpions                | 5:38         |
| 4.  | «Rock You Like a Hurricane»                    | Scorpions                | 4:15         |
| 5.  | «Blackout»                                     | Scorpions                | 3:48         |
| 6.  | «Wind of Change»                               | Scorpions                | 5:08         |
| 7.  | «Still Loving You»                             | Scorpions                | 6:43         |
| 8.  | «Tainted Love»                                 | Gloria Jones             | 3:27         |
| 9.  | «Children of the Revolution»                   | T. Rex                   | 3:33         |
| 10. | «Across the Universe»                          | The Beatles              | 3:17         |
| 11. | «Tin Soldier»                                  | Small Faces              | 3:14         |
| 12. | «All Day and All of the Night»                 | The Kinks                | 3:15         |
| 13. | «Ruby Tuesday»                                 | Rolling Stones           | 3:54         |
| 14. | «Big City Nights*»                             | Scorpions                | 3:53         |
| 15. | «Still Loving You** (вместе с Амандин Буржуа)» | Scorpions                | 6:43         |
| 16. | «Shapes of Things*»                            | The Yardbirds            | 3:20         |

* Бонусная версия на японском издании альбома.
** Бонусная версия на французском и японском изданиях.

## Чарты
| Год  | Чарт                 | Позиция |
| 2012 | Billboard 200        | #90     |
| 2012 | Top Hard Rock Albums | #7      |
| 2012 | Top Rock Albums      | #27     |